# Abel Tasman
Abel Janszoon Tasman (Lutjegast, 1603 - Jakarta, 10 d'octubre de 1659) va ser un explorador dels Països Baixos al servei de la Companyia Neerlandesa de les Índies Orientals (Vereenigde Oostindische Compagnie, VOC), a les ordres d'Anthonie van Diemen.
Va realitzar els seus gran viatges entre el 1642 i el 1644.
Tasman va morir el 1659 a Batavia, l'actual Jakarta.

## Primers viatges
Tasman va entrar al servei de la Companyia Neerlandesa de les Índies Orientals el 1632 o 1633 i va fer el seu primer viatge d'exploració a l'illa Ceram (moderna Seram, a l'actual Indonèsia) com a capità del Mocha el 1634. Va navegar el 1639 sota el comandant Mathijs Hendrickszoon Quast en una expedició a la recerca de les "illes d'or i plata" als mars a l'est del Japó. Després d'una sèrie de viatges comercials al Japó, Formosa (Taiwan), Cambodja i Sumatra, va ser escollit pel Governador General de les Índies Orientals Neerlandeses, Anthony van Diemen, per comandar el més ambiciós de tots els viatges holandesos per a l'exploració de l'hemisferi sud.

## Grans viatges

### Primer gran viatge (1642-1643)
En el seu primer gran viatge, amb els vaixells Heemskerck i Zeehaen, va ser el primer europeu a arribar, el 24 de novembre de 1642, a l'illa que anomenà Van Diemensland, en honor d'Anthonie van Diemen, Governador General de les Índies Orientals Neerlandeses i que els anglesos van nomenar més tard Tasmània en honor seu.

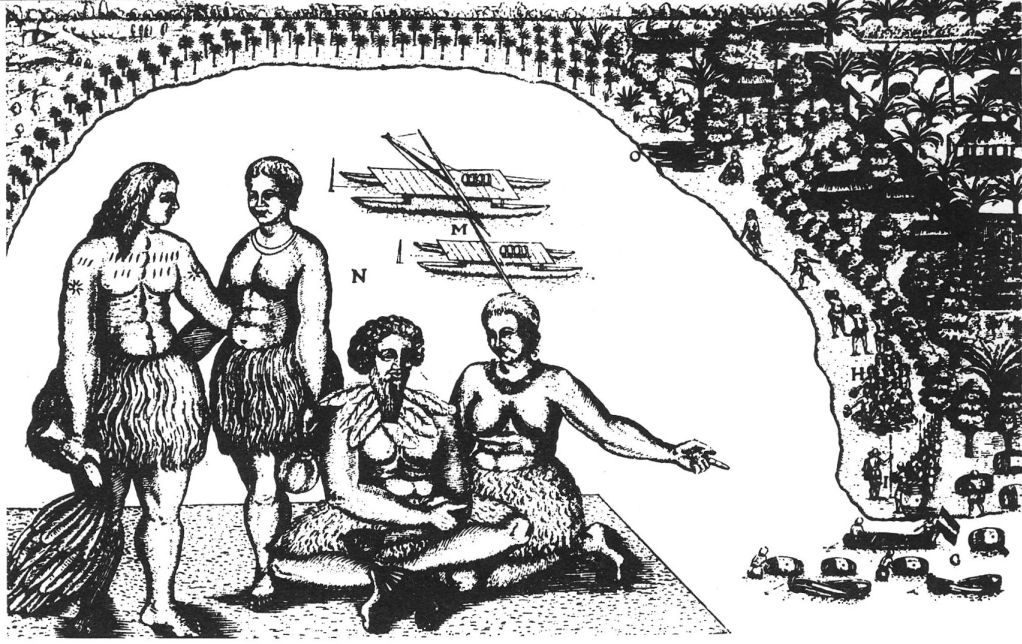
Tongatapu, la principal illa de Tonga; dibuix d'Isaack Gilsemans

El 13 de desembre de 1642 van albirar terres a la costa nord-oest de l'illa del Sud, Nova Zelanda, convertint-se en els primers europeus que van veure Nova Zelanda. Va ser rebutjat en un atac dels maoris a la badia dels Assassins (Moordenaarsbaai), avui Golden Bay. Va anomenar les illes Statenland, en honor dels Estats Generals dels Països Baixos (parlament neerlandès).
De tornada a Batavia, Tasman es va trobar amb l'arxipèlag de Tonga el 20 de gener de 1643. Mentre passaven les illes Fiji, els vaixells de Tasman van estar a punt de topar amb els perillosos esculls del nord-est del grup de Fiji. Va traçar la punta oriental de Vanua Levu i Cikobia-i-Lau abans de tornar al mar obert.
L'expedició va girar cap al nord-oest cap a Nova Guinea i va arribar a Batavia el 15 de juny de 1643.

#### Vaixells del primer viatge
| Vaixell      | Heemskerck           | Zeehaen                 |
| ------------ | -------------------- | ----------------------- |
| Desplaçament | 120 tones            | 100 tones               |
| Tripulació   | 60                   | 50                      |
| Comandant    | Abel Janszoon Tasman |                         |
| Capità       | Gerrit Janszoon      | Ide T'Jerckszoon Holman |
| Cartògraf    | Francoys Jacobszoon  |                         |

### Segon gran viatge (1644)
En un segon viatge va explorar les costes occidentals d'Austràlia.
Tasman va deixar Batavia el 30 de gener de 1644 en el seu segon viatge amb tres vaixells (Limmen, Zeemeeuw i el Braek). Va seguir la costa sud de Nova Guinea cap a l'est en un intent de trobar un pas cap a la banda oriental de Nova Holanda. Tanmateix, no va trobar l'estret de Torres entre Nova Guinea i Austràlia, probablement a causa dels nombrosos esculls i illes que amagaven les possibles rutes, i va continuar el seu viatge seguint la costa del golf de Carpentària cap a l'oest al llarg de la costa nord d'Austràlia. Va cartografiar la costa nord d'Austràlia, fent observacions sobre Nova Holanda i la seva gent. Va tornar a Batavia l'agost de 1644.
Des del punt de vista de la Companyia neerlandesa de les Índies Orientals, les exploracions de Tasman van ser una decepció: ni havia trobat una zona prometedora per al comerç ni una nova ruta de navegació útil. La companyia es va molestar ja que Tasman no va explorar completament les terres que va trobar i va decidir que s'hauria d'escollir un "explorador més persistent" per a futures expedicions. Durant més d'un segle, fins a l'època de James Cook, Tasmània i Nova Zelanda no van ser visitades pels europeus: Austràlia continental es va visitar, però molt ocasionalment.

## Vida posterior
El 2 de novembre de 1644, Abel Tasman va ser nomenat membre del Consell de Justícia de Batavia. Va anar a Sumatra el 1646, i l'agost de 1647 a Siam (actual Tailàndia) amb cartes de la companyia al rei. El maig de 1648 va estar al capdavant d'una expedició enviada a Manila per intentar interceptar i saquejar els vaixells de plata espanyols procedents d'Amèrica, però no va tenir èxit i va tornar a Batavia el gener de 1649. El novembre de 1649 va ser acusat i trobat culpable d'haver penjat un dels seus homes sense judici l'any anterior, va ser suspès del seu càrrec de comandant, multat i obligat a pagar una indemnització als familiars del mariner. El 5 de gener de 1651 va ser formalment reincorporat al seu rang i va passar els anys restants a Batavia. Tenia una bona posició econòmica, sent un dels propietaris més grans de la ciutat. Va morir a Batavia el 10 d'octubre de 1659 i li va sobreviure la seva segona dona i una filla del seu primer matrimoni, que van rebre la seva herència. En el seu testament (que data de 1657), va deixar 25 florins als pobres del seu poble Lutjegast.
Tot i que el pilot de Tasman, Frans Visscher, va publicar Memoir concerning the discovery of the South land el 1642, el detallat diari de Tasman no es va publicar fins al 1898; no obstant això, alguns dels seus dibuixos i mapes eren de circulació general i eren utilitzats pels exploradors posteriors. El diari signat per Abel Tasman del viatge de 1642 es troba als Arxius Nacionals (Nationaal Archief) de La Haia.

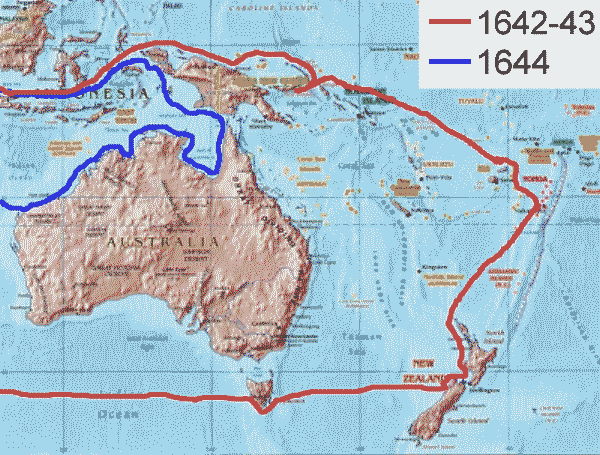
Rutes de Tasman en el seu primer i segon viatge.

## Illes descobertes per Tasman
- Nieuw Holland (Austràlia)
- Van Diemensland (Tasmània)
- Statenland - Nieuw Zeeland (Nova Zelanda)
- Tonga
- Hooge Pijlstaarten Eijlandt (Ata)
- Middelburg ('Eua)
- Amsterdam (Tongatapu)
- Rotterdam (Nomuka)
- Illes Salomó
- Ontong Java

## Llegat
El viatge de deu mesos de Tasman el 1642–43 va tenir conseqüències importants. En circumnavegar Austràlia (encara que a distància) Tasman va demostrar que el petit cinquè continent no estava unit a cap sisè continent més gran, com el continent sud imaginat des de fa temps. A més, el suggeriment de Tasman que Nova Zelanda era el costat occidental d'aquest continent meridional va ser aprofitat per molts cartògrafs europeus que, durant el segle següent, van representar Nova Zelanda com la costa oest d'una Terra Australis que s'aixecava gradualment de les aigües al voltant de la Terra del Foc. Aquesta teoria va ser finalment refutada quan el capità Cook va circumnavegar Nova Zelanda el 1769.

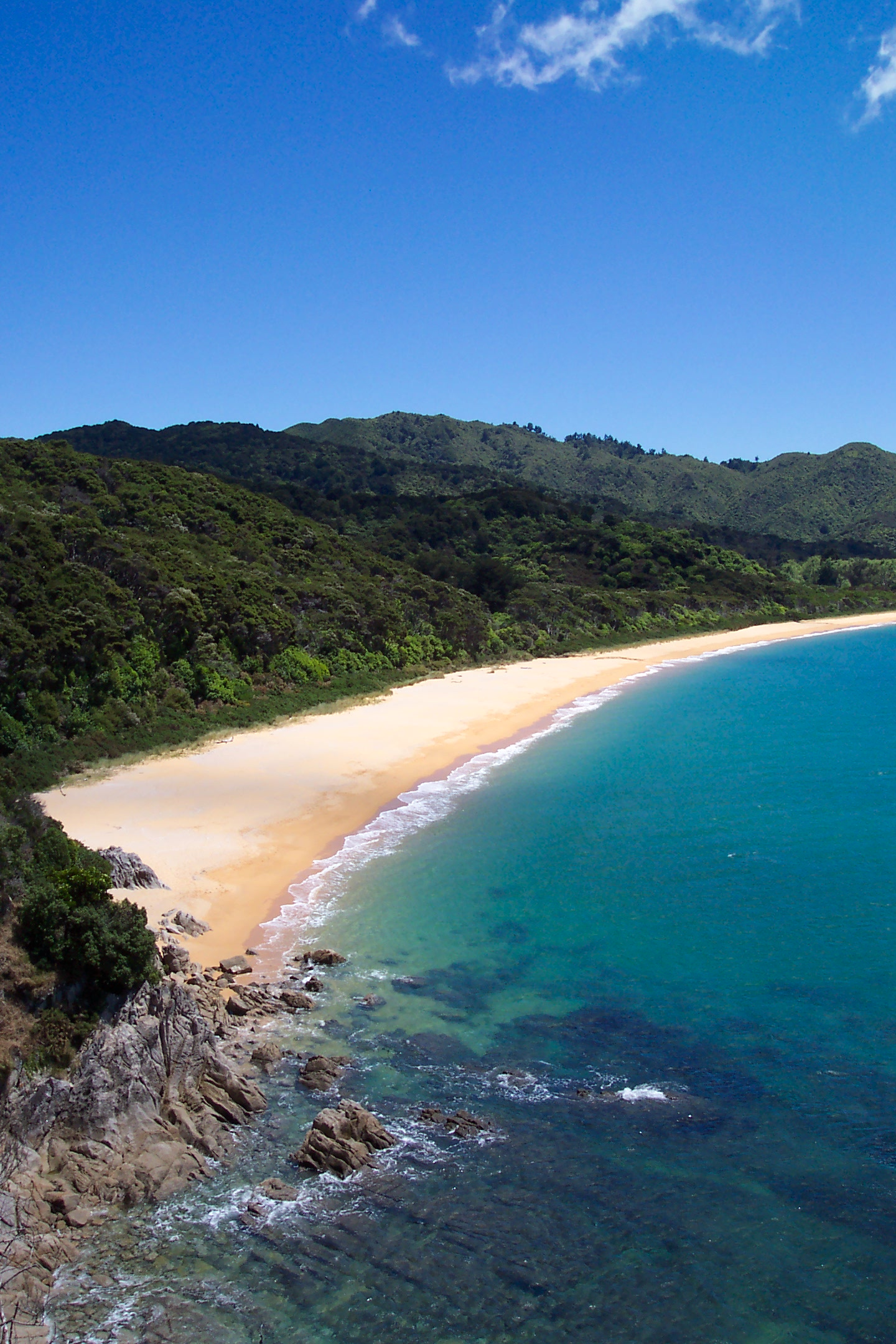
Parc Nacional Abel Tasman

Diversos llocs han rebut el nom de Tasman, incloent:
- l'illa australiana i l'estat de Tasmània, rebatejat després d'ell, antigament terra de Van Diemen. Inclou funcions com ara:
  - la península de Tasman.
  - el pont de Tasman.
  - la carretera de Tasman.
- el mar de Tasmània.
- a Nova Zelanda:
  - la glacera Tasman.
  - Llac Tasman.
  - el riu Tasman.
  - Mont Tasman.
  - el Parc Nacional Abel Tasman.
  - Badia de Tasman / Te Tai-o-Aorere.
  - el districte de Tasman.
  - Monument a Abel Tasman.

També rep el nom de Tasman:
- Tasman Pulp and Paper Company, un gran productor de pasta i paper a Kawerau, Nova Zelanda.
- Abel Tasman Drive, a Takaka.
- L'antic ferri de passatgers/vehicles Abel Tasman.
- The Able Tasmans: una banda indie d'Auckland, Nova Zelanda.
- Tasman, un motor de disseny per a Internet Explorer.
- 6594 Tasman (1987 MM1), un asteroide del cinturó principal.
- Tasman Drive a San Jose, Califòrnia, i la seva estació de tren lleuger de Tasman, que porta el nom del Mar de Tasmània.
- Tasman Road a Claremont, Ciutat del Cap, Sud-àfrica.
- HMNZS Tasman, establiment d'entrenament a terra de la Armada de Nova Zelanda.
- Tasman és una fragata de classe Hunter de l'Armada Reial Australiana.

El seu retrat ha estat en quatre emissions de segells de Nova Zelanda, en una moneda de 5 NZD de 1992 i el 1963, 1966 i segells de correu australians de 1985.
Als Països Baixos, molts carrers porten el seu nom. A Lutjegast, el poble on va néixer, hi ha un museu dedicat a la seva vida i viatges.

## Mapa de Tasman

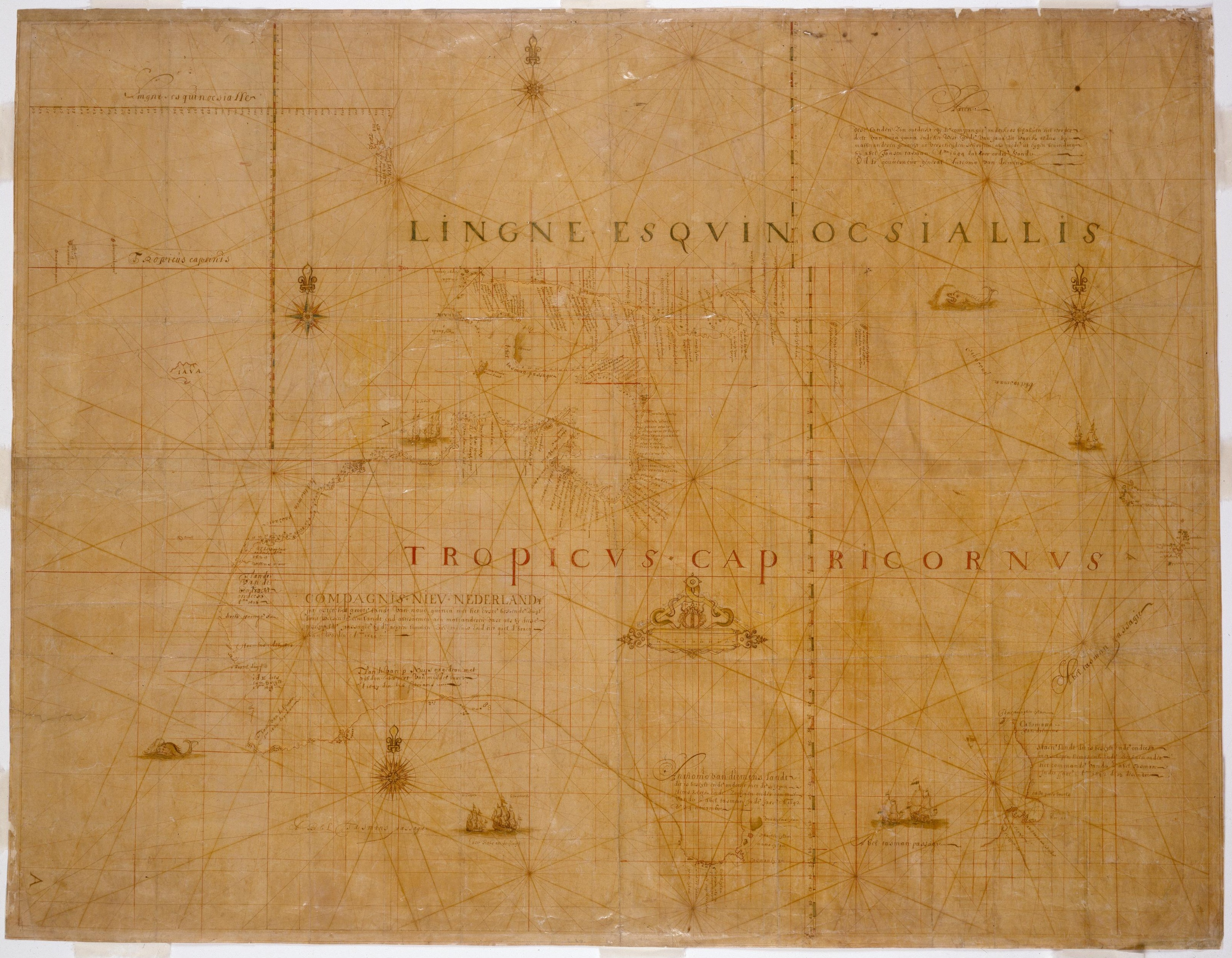
Mapa d'Abel Tasman, cap al 1644, també conegut com el mapa 'Bonaparte' de Tasman

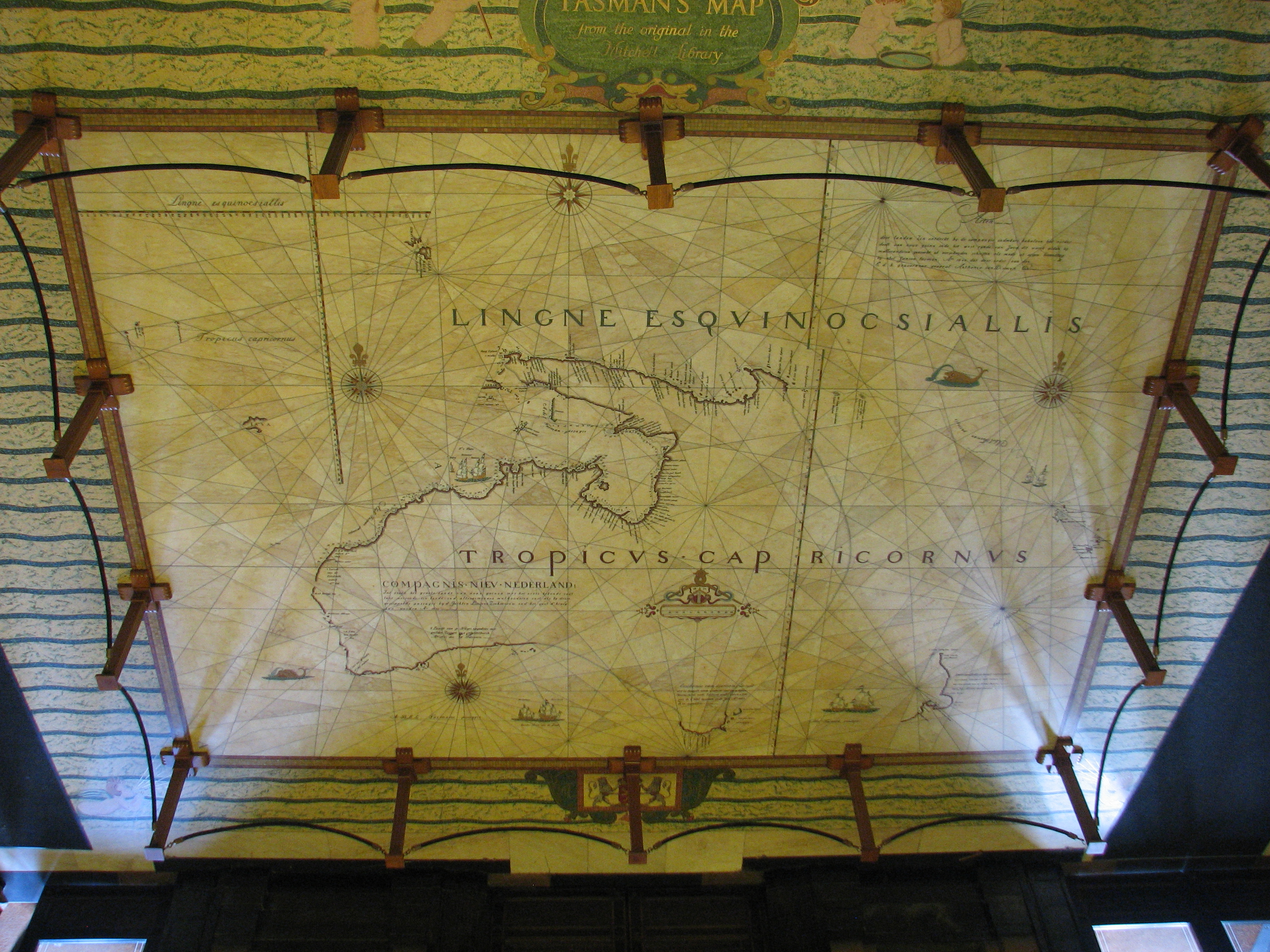
Vestíbul de la Biblioteca Estatal de Nova Gal·les del Sud, que mostra un mosaic del mapa de Tasmània incrustat al terra

Dins de la col·lecció de la Biblioteca Estatal de Nova Gal·les del Sud hi ha el mapa de Tasmània, que es creu que va ser dibuixat per Isaac Gilsemans, o completat sota la supervisió de Franz Jacobszoon Visscher. El mapa també es coneix com el mapa de Bonaparte, ja que antigament va ser propietat del príncep Roland Bonaparte, el nebot besat de Napoleó. El mapa es va completar algun temps després de 1644 i es basa en les cartes originals dibuixades durant el primer i segon viatge de Tasman. Com que cap dels diaris o registres composts durant el segon viatge de Tasman ha sobreviscut, el mapa de Bonaparte continua sent un artefacte contemporani important del viatge de Tasman a la costa nord del continent australià.
El mapa de Tasman revela el grau de comprensió que tenien els holandesos del continent australià en aquell moment. El mapa inclou les costes occidental i sud d'Austràlia, trobades accidentalment pels viatgers holandesos mentre viatjaven pel cap de Bona Esperança fins a la seu de la Companyia Neerlandesa de les Índies Orientals (VOC) a Batavia. A més, el mapa mostra les pistes dels dos viatges de Tasman. Del seu segon viatge, el mapa mostra les illes Banda, la costa sud de Nova Guinea i bona part de la costa nord d'Austràlia. No obstant això, els terrenys adjacents a l'estret de Torres es mostren sense examinar; això malgrat que Tasman ha rebut ordres del Consell VOC de Batavia per explorar la possibilitat d'un canal entre Nova Guinea i el continent australià.
Hi ha debat sobre l'origen del mapa. Es creu àmpliament que el mapa es va produir a Batavia; tanmateix, també s'ha argumentat que el mapa es va produir a Amsterdam. També s'ha debatut l'autoria del mapa: tot i que el mapa s'atribueix habitualment a Tasman, ara es creu que va ser el resultat d'una col·laboració, probablement en la qual van participar Franchoijs Visscher i Isaack Gilsemans, que van participar en els dos viatges de Tasman. Si el mapa es va produir l'any 1644 també està subjecte a debat, ja que un informe de la companyia VOC el desembre de 1644 va suggerir que en aquell moment encara no hi havia mapes que mostressin els viatges de Tasman.
El 1943, una versió en mosaic del mapa, composta de llautó i marbre de colors, es va incrustar al terra del vestíbul de la Biblioteca Mitchell de Sydney. L'obra va ser encarregada pel director, el bibliotecari William Ifould, i completat pels germans Melocco d'Annandale, que també va treballar a l'ANZAC War Memorial a Hyde Park i la cripta de la catedral de St Mary, Sydney.